# 韋奧古夫加 (阿拉巴馬州)
韋奧古夫加（英語：Weogufka）是一個位於美國阿拉巴馬州庫薩縣的非建制地區和人口普查指定地區。根據2010年美國人口普查，該地人口為282人。

## 地理
韋奧古夫加的座標為33°00′59″N 86°18′44″W / 33.01638°N 86.31222°W，而該地最高點為海拔高度197米（即646英尺）。